# Nuestra Madre Loreto
Nuestra Madre Loreto és un vaixell pesquer conegut perquè va salvar 12 nàufrags abandonats per les patrulleres líbies el 22 de novembre de 2018.
En l'episodi de 2018, durant deu dies l'única ajuda rebuda per Nuestra Madre Loreto va ser el vaixell de salvament Open Arms, que va ajudar i prestar ajuda mèdica el divendres 30 de desembre. Un dels refugiats va haver de ser traslladat en helicòpter en patir una forta deshidratació. Durant deu dies el vaixell va estar esperant resposta dels governs occidentals sobre a quin port podia deixar els refugiats mentre navegava entre Libia, Tunis, Malta i Itàlia. No va voler deixar els nàufrags a Líbia en considerar que no era un port segur. La capacitat del vaixell és de 13 persones i durant aquests dies superaren els 20. El capità del vaixell, Pascual Durá, enmig d'un temporal de vent i pluja, va reclamar una resposta urgent als governs europeus l'1 de desembre de 2018 perquè només tenien provisions i combustible per tres dies. Finalment se'ls va permetre deixar a Malta els refugiats el 2 de desembre de 2018.
La familia Durá ha rescatat gairebé un centenar de nàufrags a alta mar en els seus dos vaixells entre 2006 i 2018. El 2006 van pujar al vaixell Francisco y Catalina a 51 nàufrags, entre ells una dona embarassada i una nena de dos anys, a Malta. En aquella ocasió van haver d'esperar una setmana al vaixell mentre països europeus negociaven una solució.
El dia 4 de gener la tripulació del pesquer va ser reconeguda a l'ajuntament i distingida amb la insígnia de plata de la vila de Santa Pola i un diploma honorífic en el qual se'ls reconeix la tasca realitzada durant l'odissea viscuda durant 10 dies amb 12 migrants a bord alhora que es demanava per part de l'ajuntament l'alta distinció de la Generalitat Valenciana per aquests mariners.